# Madeleine Truel Larrabure
Madeleine Blanche Pauline Truel Larrabure (Lima, 28 de agosto de 1904 - Oranienburg,  3 de mayo de 1945), fue una peruana de ascendencia francesa, que luchó desde la Resistencia Francesa, contra los abusos del ejército nazi durante la Segunda Guerra Mundial. Escribió el libro "L’Enfant du Métro" (El Niño del Metro), publicado en París, en 1943, por la firma Editions du Chêne, con ilustraciones de su hermana Lucha Truel. 
Se desconoce la fecha exacta en la que Truel se une a la resistencia civil francesa. Trabajó en el movimiento como falsificadora de documentos, siendo capturada en 1944 y torturada sin éxito para extraerle información. Fue enviada al campo de concentración de Sachsenhausen en 1945. Murió en Stolpe (Alemania), el 3 de mayo de 1945, luego de una de las llamadas Marchas de la muerte pocas horas antes de la llegada de las tropas rusas. Su nombre completo, Madeleine Blanche Pauline Truel Larrabure, aparece en un monumento de homenaje a todos los que fueron deportados de Francia y perecieron durante la Segunda Guerra Mundial. El periodista peruano de ascendencia judía Gustavo Gorriti, declaró que Madeleine "Debe ser declarada heroína nacional".

## Primeros años

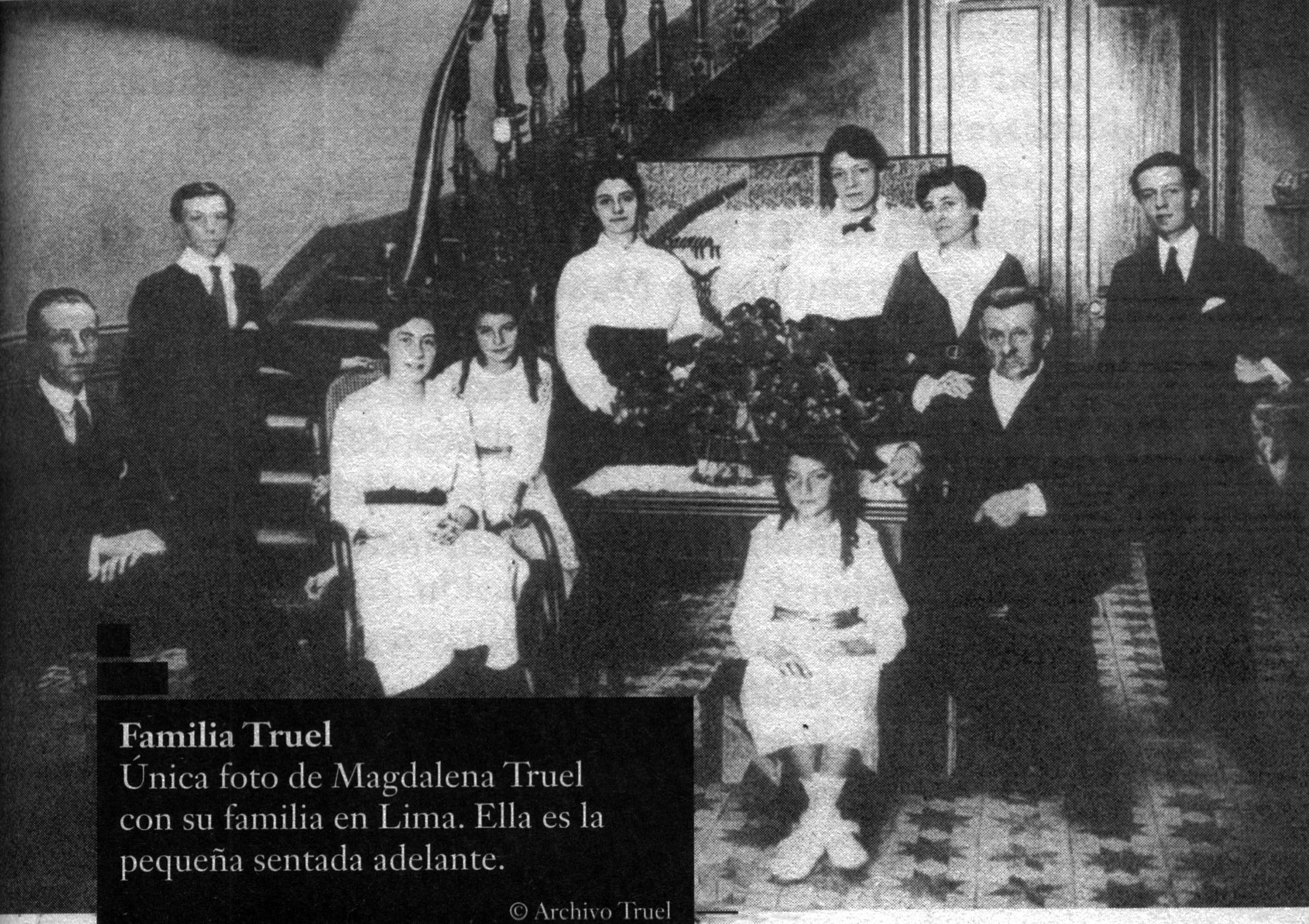
Familia Truel.

Alexandre Léon Truel y Marguerite Larrabure Othéquy, fueron inmigrantes franceses que llegaron al Perú en la segunda mitad del siglo XIX. Tuvieron 8 hijos de los cuales Madeleine fue la última hija de la familia y nació el 28 de agosto de 1904. La infancia de Madeleine transcurrió de una forma apacible y alegre en la casa familiar ubicada en la antigua calle Arequipa número 54 en Lima. De una familia de profundos valores católicos, Madeleine estudio en el Colegio San José de Cluny, ubicado en la esquina de la calle Bolivia con el jirón Washington del centro de Lima. En su hogar se hablaba en francés lo que le permitió aprender este idioma a la perfección además del español. Su padre regentaba un negocio de ferretería ubicada en el Jirón de la Unión 150. Además era bombero voluntario de la bomba France 3 también ubicada en la Plaza del mismo nombre.

## Vida en Lima
Madeleine era una aficionada a la música criolla de principios del siglo XX. Sufrió la muerte de su madre y de su padre antes de cumplir los 20 años. Su madre falleció de forma repentina producto de una enfermedad. Su padre falleció el 6 de mayo de 1918, en la clínica Maison de Santé de Lima, a consecuencia de una infección en una pierna herida durante su labor de bombero en el incendio de la tienda "El Pergamino". Alexandre Truel, es reconocido héroe de la Compañía France N.º 3 y condecorado con la medalla de Oro.

## Vida en París

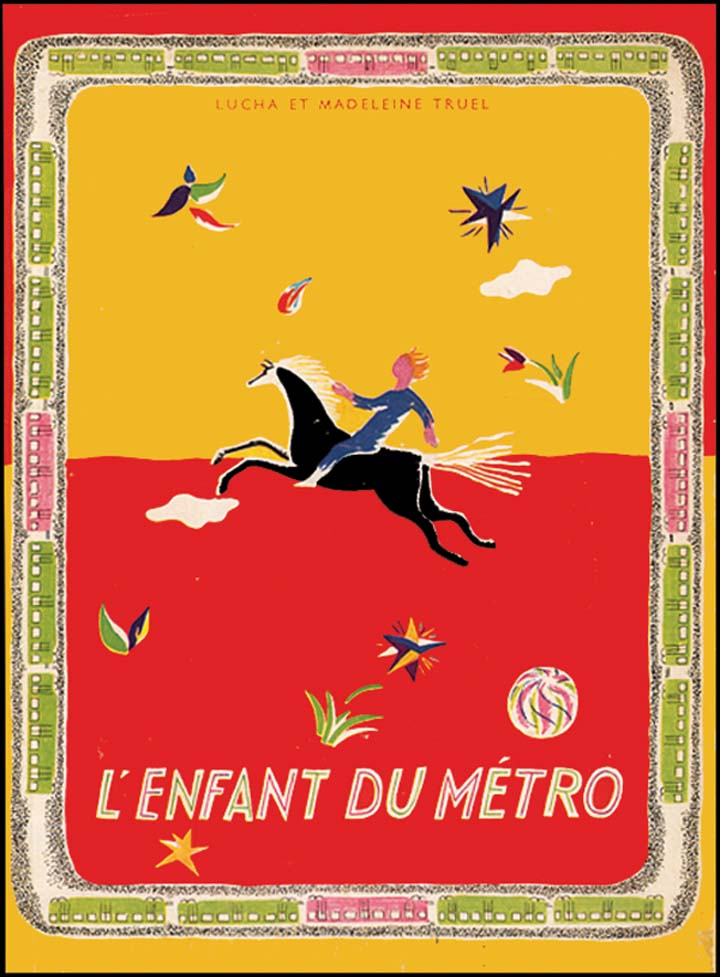
L'Enfant du metro (1943) de Lucha y Madeleine Truel.

Debido a la ausencia de los padres y demás familiares mayores, los hermanos Truel decidieron regresar a Francia a pedido de algunos familiares en París en 1924. Estando allá, Madeleine decidió estudiar Filosofía en la Universidad de la Sorbona. Practicaba su fe católica acudiendo a la iglesia de Saint François de Sales, en el Distrito 17, entre el Arco del Triunfo y Montmartre, zona donde vivió la mayor parte de su vida en París. Consiguió un empleo como asistente administrativa en la primera sucursal del Banco Bilbao Español, ubicada en la Rue de Richelieu. A sus amigos de trabajo les contaba sus anécdotas de vida en el Perú, sus tradiciones y actualidad. Le gustaba cocinar platos típicos peruanos.
En enero de 1942, Madeleine fue atropellada por un camión del ejército nazi. Le diagnosticaron múltiples fracturas en el cráneo y en las piernas. Pasa una temporada larga en el hospital. A raíz de este accidente le acompañó una cojera hasta el final de su vida. 
En 1943, publica el libro "El niño en el metro" junto a su hermana Lucha. El libro narra la historia de un niño que viaja por las estaciones del metro de París ambientado en la década de 1920. Se lo dedican a Pascal, el hijo de unos amigos judíos rumanos que vivían en el piso superior de su departamento parisino. Su hermana Lucha hace las ilustraciones del libro y ella los textos.

## Resistencia Francesa
En junio de 1940, las fuerzas alemanas invadieron París. Se formó "La Resistencia" formada por ciudadanos franceses que decidieron luchar contra los nazis. El matrimonio Pierre y Annie Hervé, que eran sus amigos, son los que introducen a Madeleine en la Resistencia Francesa. La labor que le asignaron a Madeleine fue la de falsificar documentos, especialmente pasaportes, que entregaban a judíos prófugos y soldados aliados que aterrizaban en paracaídas sobre la capital francesa. Utilizó el seudónimo de "Marie" para no ser identificada por los agentes de la Gestapo.

## Apresamiento
El 19 de junio de 1944, Madeleine fue apresada por 3 agentes alemanes cuando iba a recoger tinta en unos de los escondites de la resistencia. Días antes habían apresado a una compañera de la resistencia llamada Annie que fue el nexo para llegar a ella. Luego de ser apresada fue conducida al local de la SS ubicado en la Avenue Foch y luego trasladada provisionalmente a la prisión de Fresnes. Fue torturada para forzar a que delate los planes y personas de la resistencia. Ella resistió y no delató ningún detalle y asumió toda la responsabilidad de sus actos. Sus familiares la visitaban y solo le pudieron dejar una biblia como compañera de celda. 
Fue trasladada al campo de concentración Sachsenhausen en 1945. En el campo de concentración vivió la caridad de forma heroica. Se desprendía del poco alimento que les daban para compartirlo con los que ella consideraba que lo necesitaban más. Mantuvo la alegría a pesar de las dificultades y animaba a sus compañeros de prisión con las historias bonitas que recordaba del Perú. Por este motivo recibió el cariñoso apelativo de "Pájaro de las Islas".

## Marcha hacia la Muerte

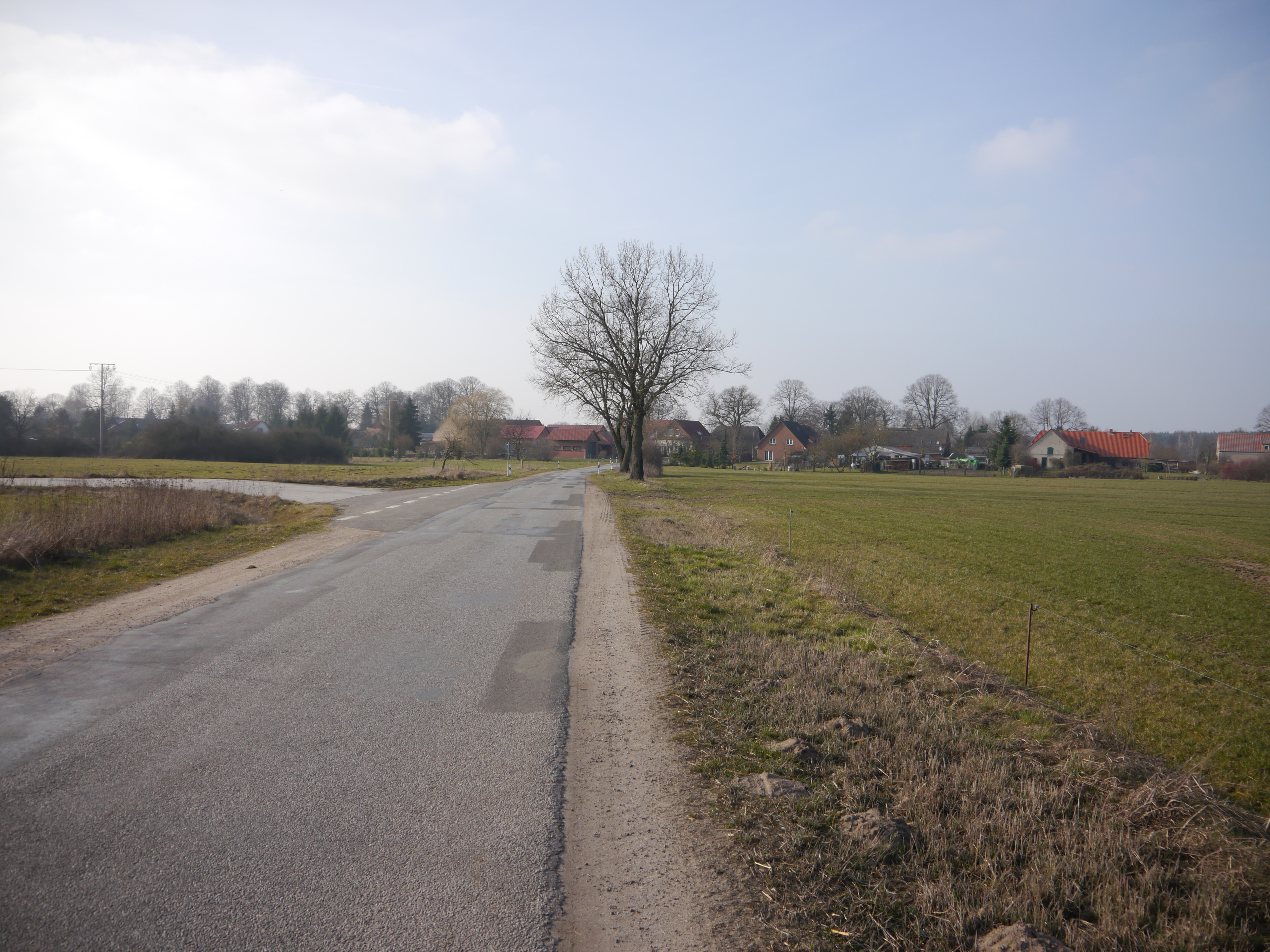
El enfoque de Stolpe desde el sureste.

El fin de la guerra estaba próximo a llegar. El ejército soviético se acercaba por el oriente y el ejército norteamericano por el occidente. Las tropas alemanas empezaban a desorganizarse y emprendieron la huida en lo que se conoce como "Marchas hacia la muerte" que se refieren al traslado de la miles de prisioneros, en su mayoría judíos, de los campos de concentración cerca de los frentes de guerra hacia el interior de Alemania desde fines de 1944 e inicios de 1945.
El 22 de abril, empezó la llamada Marcha hacia la muerte del campo de concentración de Sachsenhausen hacia Lubeck, ubicada a poco más de 200 kilómetros de distancia. Muchos prisiones, exhaustos por la desnutrición e inclemencias del tiempo, fueron muriendo a lo largo del recorrido. El propósito de estas marchas era ocultar todas las evidencias de la barbarie que se vivió en los campos de concentración. Un soldado alemán nervioso por el lento avance de los prisioneros empezó a golpearlos furibundamente con una vara de acero. Una de las víctimas de este soldado fue Madeleine. Pocas horas después los alemanes huyeron del grupo de prisioneros y se despojaron de sus uniformes para pasar inadvertidos por las tropas rusas que estaban pisándoles los talones. Madeleine perdió el conocimiento por un tiempo y fue llevada en una camilla improvisada por 6 personas ya que, a pesar de la pequeña estatura de la peruana, no se sostenían en pie por el cansancio. El grupo de sobrevivientes llegó a un pequeño poblado alemán llamado Stolpe. Cuando despertó acusó un fuerte dolor de cabeza y fiebre muy alta. A las pocas horas expiró con una paz muy característica en ella.

### Una heroína desconocida en su país
Los amigos que la acompañaron hasta su tumba, la vistieron con un vestido rojo y buscaron un sacerdote católico para que pronunciara las oraciones fúnebres ante el cuerpo allí presente, en la seguridad que Madeleine habría agradecido ese gesto. Antes de ser enterrada, una de las compañeras anudó su brazalete con la estrella de David en el brazo de Madeleine, para que luego pudiera ser identificada como víctima de la insania nazi. Otro, colocó sobre su pecho geranios rojos y blancos en homenaje a su nacionalidad peruana y como muestra de gratitud por lo mucho que les hablaba sobre su país de nacimiento. Todo esto sucedía en el cementerio de Stolpe, el 3 de mayo de 1945, a solo 5 días antes de la rendición de Alemania y el fin del Holocausto. Se cree que aún está enterrada ahí.
Frente a la catedral de Notre Dame en París, se encuentra un memorial de homenaje a todas las personas que fueron deportadas desde Francia durante la Segunda Guerra Mundial, la gran mayoría son judíos. En esa larga lista aparece el nombre de Madeleine Blanche Pauline Truel Larrabure. 
A finales de 1946, un sobreviviente del campo de concentración de Salsenhausen que conoció de cerca y hasta el final de sus días a Madeleine, escribió un artículo testimonial en Le Figaro. Es a partir de esa publicación periodística que el nombre de Madeleine Truel empezará a ser mejor conocido y reconocido por el mundo.
En el Perú, el periodista Hugo Coya ha publicado el libro "Estación Final" el año 2010, donde narra la historia de los peruanos que murieron en los campos de concentración nazi. El capítulo de Madeleine es relatado de manera muy especial y es el primer texto peruano que reivindica los méritos de esta auténtica heroína del siglo XX. Ella nos demuestra de qué manera es posible trascender la adversidad, superar con valentía y fortaleza el infortunio, y asumir a plenitud la defensa de valores universales mediando la solidaridad y el respeto fiel a los derechos humanos. Basado en ese libro, Luis Enrique Cam elaboró un video documental titulado "Madeleine Truel, la heroína peruana de la Segunda Guerra Mundial".